# Rooseveltův most (Plzeň)
Rooseveltův most (dříve Saský most) v Plzni je původně čtyřobloukový kamenný most postavený v letech 1848 až 1850. Jedná se o jeden z nejstarších funkčních a také nejdelších mostů ve městě.

## Historie

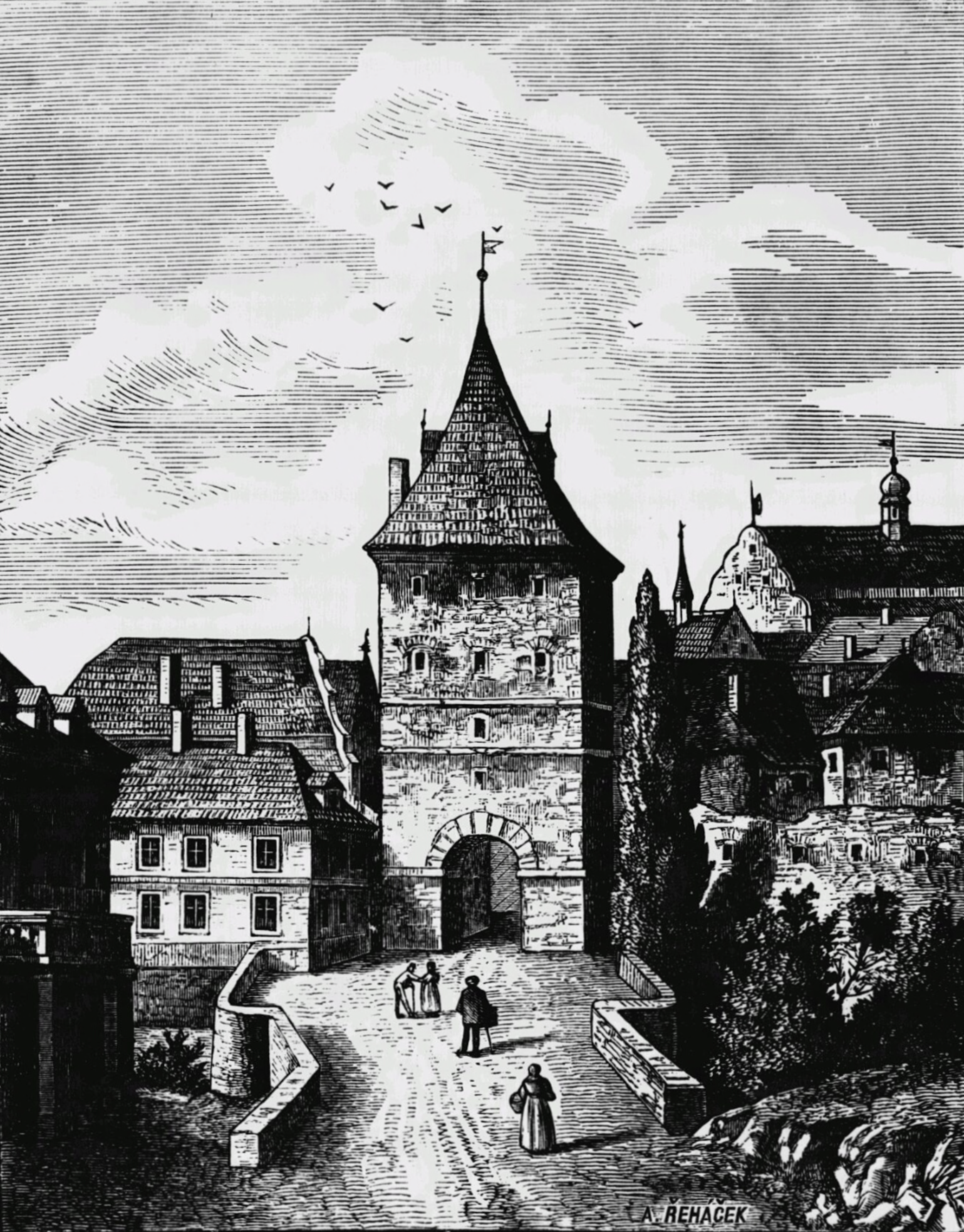
Saská brána, která byla v souvislosti s budováním mostu zbořena

Na místě pozdějšího mostu bylo při vstupu či opuštění města v severním směru na Sasko nutné překonat tzv, mlýnský potok a následně pak, na tzv. Saském předměstí, řeku Mži. Mlýnský potok byl ihned za městskými hradbami a tzv. Saskou bránou přemostěn, řeka Mže se pak překonávala přívozem. 
Koncem 40. let 19. století, v éře primátora Františka Wanky, bylo rozhodnuto o výstavbě kamenného mostu, který by nahradil malý most přes Mlýnský potok, zároveň také přemostil Mži a dopravně připojil také jeho předměstí Roudnou. Výstavba mostu byla provedena v letech 1848 až 1850 podle návrhu plzeňských stavitelů Kristiana Lexy a Martina Stelzera, v souvislosti s tím byla mj. roku 1849 zbořena Saská brána a přilehlý mýtný domek. Na mostě byly umístěny sochy Panny Marie a sv. Jana Nepomuckého od Antonína Hericha z poloviny 18. století, které sem byly roku 1850 přesunuty z plzeňského Pražského mostu. Stejně tak byly na most přeneseny barokní sochy od Lazara Widemanna. Otevřen byl 23. listopadu 1850, jeho celková cena dosáhla 86 tisíc rakouských zlatých. 
Po osvobození Plzně americkou armádou v roce 1945 byl most přejmenován na Rooseveltův, podle tehdy již zemřelého amerického prezidenta Franklina Delano Roosevelta. Během 20. století bylo též na mostě po jistou dobu instalováno trakční vedení pro provoz městských trolejbusů. V 80. letech 20. století byl svršek mostu nahrazen železobetonovou konstrukcí, aby lépe vyhovoval požadavkům automobilové dopravy. Sochy na mostě prošly během 20. století několika opravami a renovacemi. Celková rekonstrukce mostu potom proběhla v roce 2019.

## Popis
Most vystavěný v lomeném tvaru měl původně čtyři kamenné oblouky, jeden z nich zanikl při budování obchvatu v místech někdejšího Mlýnského potoka v 80. letech 20. století a byl nahrazen železobetonovým skeletem. Jelikož most zachovával výškovou úroveň centra městan, musel být na druhém břehu Mže zbudován násyp.